# Iglesia de Santi Michele ed Omobono
La Iglesia de los santos Miguel y Homobono es un templo católico de Nápoles, cuya construcción actual data de finales del siglo XVI. Está situado en el largo Madonna delle Grazie.
En 1583 el patronato del gremio de sastres adquirió una iglesia dedicada a san Miguel y, sobre su solar, levantó la actual, que dedicó al patrono de su oficio, san Homobono. En la sencilla fachada se puede ver el relieve en piedra de unas tijeras, símbolo de los sastres.
En el interior se conservan pinturas de Francesco Pagano.
Actualmente la iglesia está cerrada y su estado de conservación es muy deficiente.